# Ferrari LaFerrari

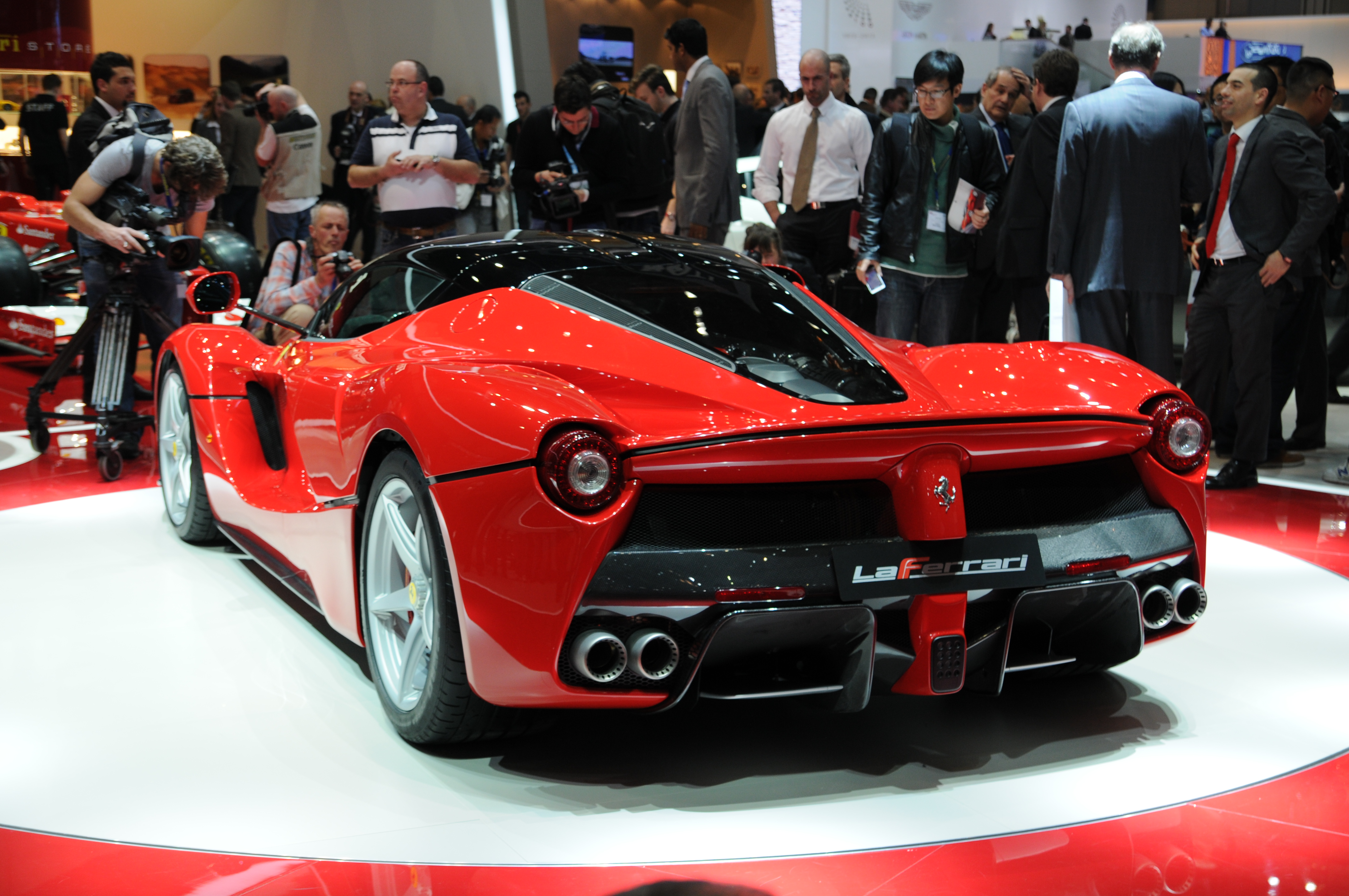
Heckansicht

Der Ferrari LaFerrari ist ein Supersportwagen des italienischen Sportwagenherstellers Ferrari, der auf dem Genfer Auto-Salon am 5. März 2013 als neues Spitzenmodell der Marke vorgestellt wurde. Als erster Serien-Ferrari verfügt er über einen Hybridantrieb – ein System, das bei Ferrari HY-KERS genannt wird und vom KERS aus der Formel 1 abgeleitet wurde. Als direkter Vorgänger des LaFerrari gilt der Ferrari Enzo. Mit einer Gesamtleistung von 708 kW (963 PS) galt der LaFerrari bis zur Präsentation des SF90 als leistungsstärkster Zweisitzer der Marke Ferrari.

## Allgemeines
Der Wagen wurde nach einer langen Reihe von Pininfarina-Modellen in der Designabteilung von Ferrari entworfen und ist mit den Modellen McLaren P1 und Porsche 918 Spyder vergleichbar. Erstmals in der Geschichte der Marke Ferrari wurde mit dem LaFerrari ein Serienfahrzeug mit Hybridantrieb vorgestellt, das technisch zum Teil auf dem Ferrari 599 HY-KERS Concept basiert, der im Jahr 2010 in Genf als Studie präsentiert wurde. Der LaFerrari hat einen 6,3-Liter-V12-Motor mit 588 kW (800 PS), der bereits in anderen Leistungskonfigurationen im FXX und im F12 eingebaut wurde. Bei Bedarf wird er kurzfristig von zwei Elektromotoren unterstützt, die zusammen 120 kW leisten. Einer dieser Motoren gibt seine Kraft unmittelbar an das Doppelkupplungsgetriebe weiter, der Zweite betreibt verschiedene Aggregate und entlastet so den Hauptantrieb. Die hierfür benötigte elektrische Energie wird beim Verzögern des Fahrzeugs gewonnen und in Akkumulatoren gespeichert, die sich tief unten im Fahrzeug befinden. Die Höchstgeschwindigkeit wird von Ferrari mit „über 350 km/h“ angegeben, für eine Runde auf der Nordschleife des Nürburgrings erwartet der Hersteller eine Zeit von unter sieben Minuten. Auf der hauseigenen Teststrecke in Fiorano soll er mit einer Rundenzeit von 1:20 Minuten rund zwei Sekunden schneller sein als der Vorgänger Enzo Ferrari.
Der LaFerrari, der dem Hersteller nicht zuletzt auch als Imageträger dient, bietet auch aufgrund seiner Limitierung auf 499 Fahrzeuge die Möglichkeit, diese nur an auserwählte Kunden auszuliefern – gute Rahmenbedingungen für die Einführung neuer Techniken, die sich künftig auch in anderen Modellen wiederfinden sollen. So bestehen das Monocoque und die Karosserie des Wagens aus vier verschiedenen Arten von kohlenstofffaserverstärkten Kunststoffen. Diese Teile werden laut Ferrari in der Formel-1-Abteilung des Herstellers gefertigt. Charakteristisch sind auch die Schmetterlingstüren, die sehr ähnlich bereits beim Vorgängermodell zu sehen waren. Ebenfalls wie beim Vorgänger wurde eine seriennahe Rennversion des Wagens, FXX K genannt, produziert. Der FXX K verfügt über eine Systemleistung von mehr als 1000 PS. Der Verkaufspreis liegt bei mehr als drei Millionen Euro.
Zur Verbesserung der Fahreigenschaften hat der LaFerrari eine Bremsanlage von Brembo mit Bremsscheiben aus Siliciumcarbidkeramik sowie einen elektrisch ausfahrbaren Heckflügel. Der größte Teil des Abtriebs wird jedoch durch den Unterboden erzeugt.
Vom LaFerrari wurden 499 Fahrzeuge produziert, welche alle bereits vor Erscheinen ausverkauft waren.
Am 1. September 2016 gab Ferrari bekannt, dass ein weiterer LaFerrari produziert werde. Das Fahrzeug wurde am 4. Dezember 2016 in Daytona Beach für 7 Millionen US-Dollar versteigert und war damals das bislang teuerste Fahrzeug des 21. Jahrhunderts. Der Erlös kam den Opfern der Erdbebenkatastrophe von Accumoli zugute. Optisch hebt sich der letzte LaFerrari durch eine italienische Flagge direkt unterhalb des vorderen Ferrari-Logos und weiße Streifen ab. Außerdem erinnert eine Gedenkplakette an die Opfer des Erdbebens.

## Der Name
Im Vorfeld der Präsentation machte Ferrari ein großes Geheimnis um das neue Modell. Der Name „LaFerrari“ (dt. DerFerrari) wurde erst bei der Präsentation durch den damaligen Ferrari-Präsidenten Luca di Montezemolo bekannt gegeben. Der Name verkörpere genau das, was sein Unternehmen ausmache. Zuvor war über Namen wie F70, Enzo 2 oder F150 spekuliert worden – wobei F150 dem bei Ferrari üblichen System der Projektnummern folgt, jedoch als Bezeichnung eines Trucks der F-Serie von Ford geschützt ist.

## Aperta

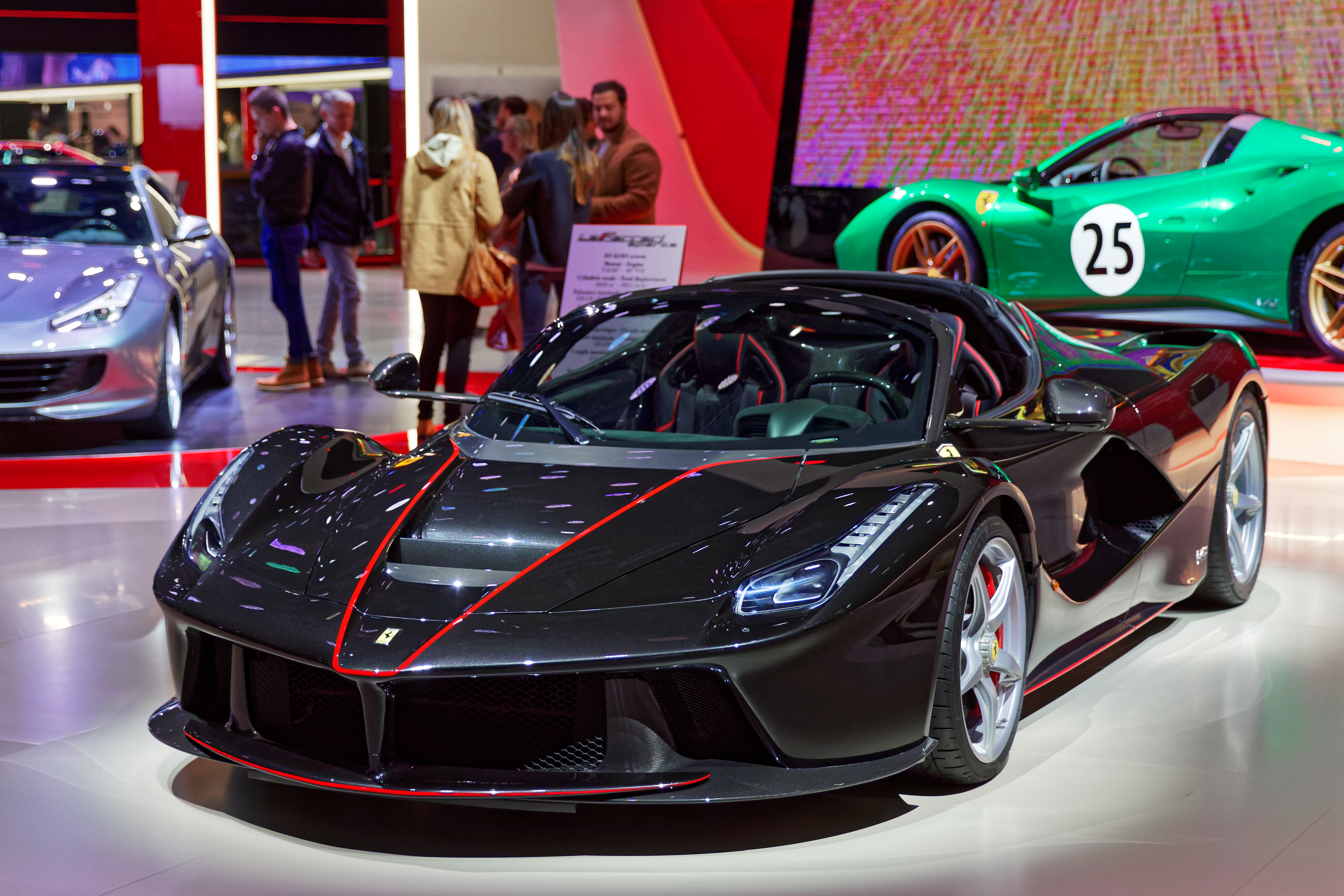
Ferrari LaFerrari Aperta

Anfang Juli 2016 zeigte Ferrari erste Bilder des Aperta, der offenen Version des LaFerrari. Der LaFerrari Aperta wurde in einer geringen Stückzahl von 210 Exemplaren produziert. Bereits bei der Veröffentlichung der Bilder gab Ferrari bekannt, dass der Wagen nach einer exklusiven Kunden-Vorpremiere ausverkauft sei. Der 210. Aperta wurde auf einer Auktion des Auktionshauses RM Sotheby’s für die Hilfsorganisation Save the Children für 8,3 Millionen Euro versteigert. Damit übertraf er den Schätzpreis von 2,4 bis 3,3 Millionen Euro um ein Vielfaches und ist der teuerste Ferrari des 21. Jahrhunderts. Den Motor erhält die offene Variante aus dem Coupé.

## Technische Daten

### HY-KERS
- max. Gesamtleistung kW (PS): 708 (963)
- max. Drehmoment: >900 Nm

### Ottomotor
- Hubraum: 6262 cm³
- Bohrung × Hub: 94,0 mm × 75,2 mm
- Motorbezeichnung F140 FE[5]
- Verdichtungsverhältnis: 13,5:1
- Zylinder: V12, 65°
- Ventile: 48
- Nockenwellen: 4
- Leistung kW (PS) bei 1/min: 588 (800)/9000
- Drehmoment Nm bei 1/min: 700/6750
- max. Drehzahl 1/min: 9250
- Literleistung PS/Liter: 128,0
- Antriebsart: Heck
- Getriebe: 7-Gang-Doppelkupplungsgetriebe

### Elektroantrieb
- Antriebsmotor hinten (synchron), Generator vorne
- Leistung kW (PS): 120 (163)
- Drehmoment Nm bei 1/min: 270
- Batteriegewicht in kg: 60

### Fahrwerk
- Bremsen vorne: 398 × 36 mm (Karbon-Keramik)
- Bremsen hinten: 380 × 34 mm (Karbon-Keramik)
- Reifengröße vorne: 265/30 ZR 19
- Reifengröße hinten: 345/30 ZR 20
- Reifen: Pirelli P-Zero

### Maße und Gewichte
- Länge: 4702 mm
- Breite: 1992 mm
- Höhe: 1116 mm
- Radstand: 2665 mm
- Gewicht: 1365 kg (Trockengewicht ohne Flüssigkeiten und Fahrer)
- Leistungsgewicht: 1,5 kg/PS

### Fahrleistungen (Werksangaben)
- Beschleunigung 0–100 km/h: < 3 s
- Beschleunigung 0–200 km/h: < 7 s
- Beschleunigung 0–300 km/h: 15 s
- Höchstgeschwindigkeit: > 350 km/h